# بیمارستان عمومی آیجیو
بیمارستان عمومی آیجیو (به لاتین: Aigio General Hospital) یک بیمارستان در یونان است که در Aigialeia Municipality واقع شده‌است.